# Maniola
Maniola är ett släkte av fjärilar som beskrevs av Franz Paula von Schrank 1801. Maniola ingår i familjen praktfjärilar.

## Bildgalleri

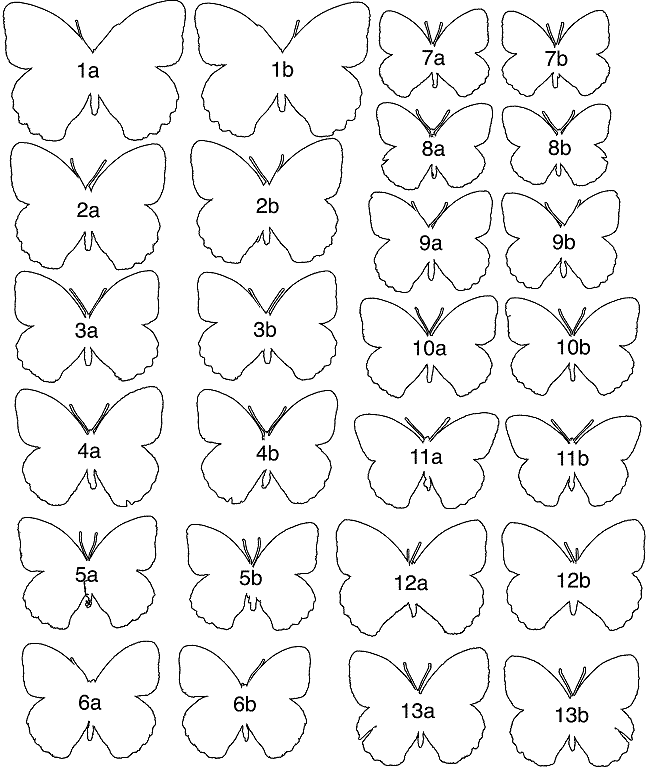
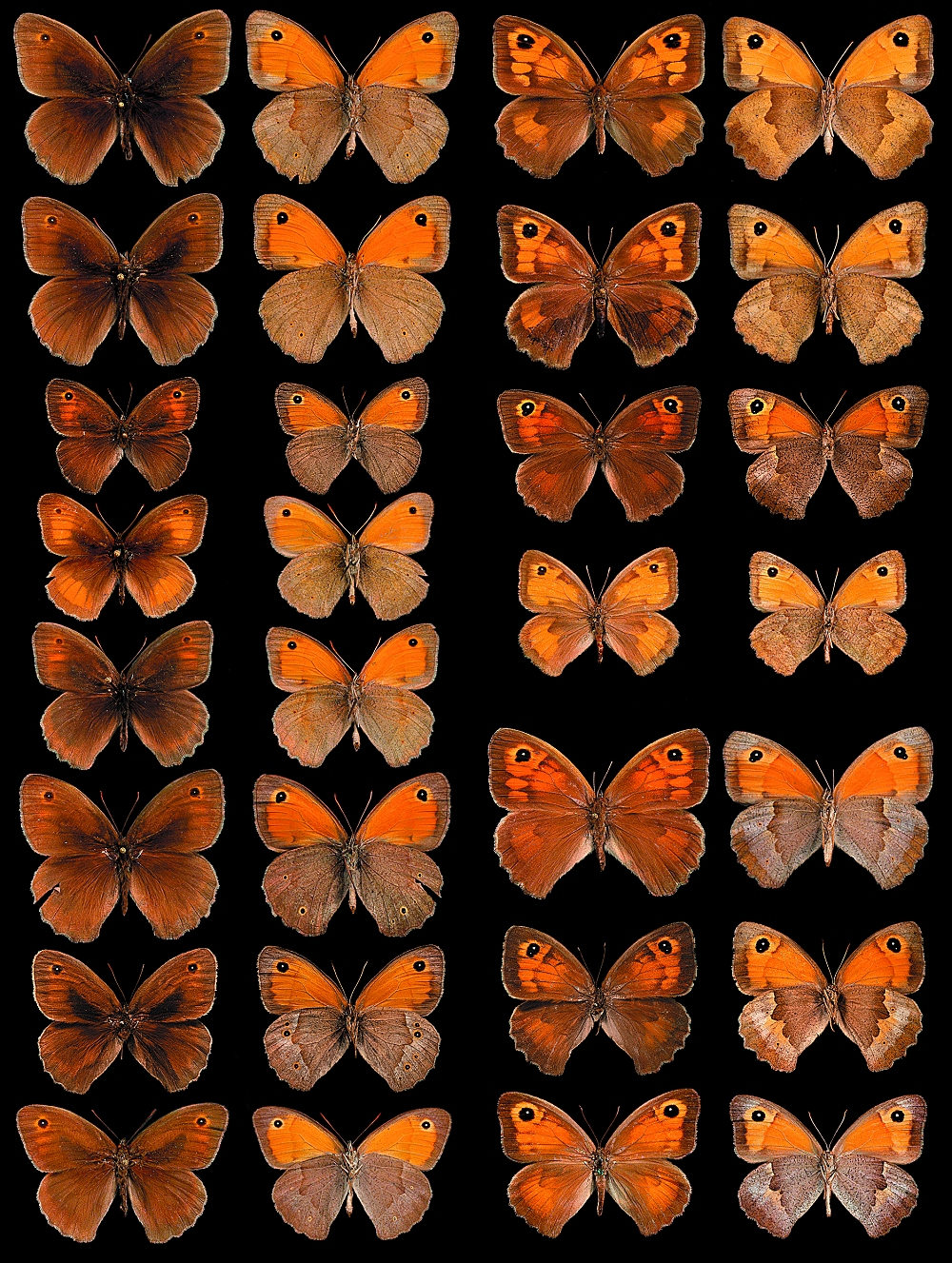

## Dottertaxa tillManiola, i alfabetisk ordning[1][2]
- Maniola addenda
- Maniola alba
- Maniola andensis
- Maniola anomala
- Maniola anommata
- Maniola antifulva
- Maniola aurea
- Maniola barrosi
- Maniola bioculata
- Maniola bipupillata
- Maniola blanchardii
- Maniola brevipennis
- Maniola brigitta
- Maniola cadusia
- Maniola cadusina
- Maniola caeca
- Maniola caecoides
- Maniola cantabrica
- Maniola cassiteridum
- Maniola centralis
- Maniola chamyla
- Maniola cheena
- Maniola chitralica
- Maniola cinerascens
- Maniola cinerea
- Maniola coenonympha
- Maniola corfiothispulla
- Maniola costacava
- Maniola cypricola
- Maniola decorata
- Maniola deiphobe
- Maniola dextroalbescens
- Maniola dryas
- Maniola dysdora
- Maniola dysdorina
- Maniola edmondsii
- Maniola emihispulla
- Maniola erymanthea
- Maniola erymanthoides
- Maniola euptychioides
- Maniola feminea
- Maniola flora
- Maniola fortunata
- Maniola fracta
- Maniola frohawki
- Maniola fulvopicta
- Maniola galtscha
- Maniola germana
- Maniola ghilanica
- Maniola goolmurga
- Maniola grisea
- Maniola griseoargentaceae
- Maniola haberhaueri
- Maniola herta
- Maniola hispulla
- Maniola huenei
- Maniola hyperanthoides
- Maniola iernes
- Maniola ierniformis
- Maniola illuminata
- Maniola illustris
- Maniola imbrialis
- Maniola infrarecticulata
- Maniola inocellata
- Maniola insularis
- Maniola intermedia
- Maniola interposita
- Maniola iskander
- Maniola janira
- Maniola jurtina
- Maniola jurtinoides
- Maniola kashmirica
- Maniola kirghisa
- Maniola kurdistana
- Maniola laeta
- Maniola latimargo
- Maniola lemur
- Maniola leucothoe
- Maniola limonias
- Maniola luigionii
- Maniola lycaon
- Maniola maculata
- Maniola maiza
- Maniola mandane
- Maniola maniolides
- Maniola maraschi
- Maniola marginata
- Maniola marinigrans
- Maniola marmorea
- Maniola maureri
- Maniola megala
- Maniola meridionalis
- Maniola miscens
- Maniola monoculus
- Maniola monotoma
- Maniola nana
- Maniola narica
- Maniola naubidensis
- Maniola nigrianira
- Maniola nigrorubra
- Maniola nurag
- Maniola nuragiformis
- Maniola nycteropus
- Maniola obliterans
- Maniola oblitescens
- Maniola occidentalis
- Maniola ocellata
- Maniola oreas
- Maniola ornata
- Maniola pallens
- Maniola pallescens
- Maniola pamphilus
- Maniola parafeminea
- Maniola parvula
- Maniola pauper
- Maniola pelekasii
- Maniola persica
- Maniola phormia
- Maniola praehispulla
- Maniola quinquepunctata
- Maniola rubriceps
- Maniola rueckbeili
- Maniola rufocincta
- Maniola sartha
- Maniola schmidti
- Maniola semialba
- Maniola semiintermedia
- Maniola splendida
- Maniola strandiana
- Maniola subandina
- Maniola subhispulla
- Maniola subnephelae
- Maniola subtusalbida
- Maniola suffusa
- Maniola sylvia
- Maniola telmessia
- Maniola telmessiaeformis
- Maniola testacea
- Maniola tincta
- Maniola tithoniformis
- Maniola tithonioides
- Maniola tithonus
- Maniola tristis
- Maniola uhryki
- Maniola wagneri
- Maniola valdivianus
- Maniola wauteri
- Maniola violacea